# 1860 في الولايات المتحدة
فيما يلي قوائم الأحداث التي وقعت خلال عام 1860 في الولايات المتحدة.

## أحداث
- 6 نوفمبر – انتخابات الرئاسة الأمريكية 1860

## سياسة

### تعيين في المنصب
- 1 يناير – جون يتشر حاكم فرجينيا [الإنجليزية]‏.
- 2 يناير – الكسندر رمزي حاكم مينيسوتا [الإنجليزية]‏.
- 9 يناير – وليام دينيسون حاكم ولاية أوهايو  [لغات أخرى]‏.
- 11 يناير – صموئيل جوردن كيركوود حاكم أيوا [الإنجليزية]‏.
- 14 يناير – جون غتلي داوني حاكم كاليفورنيا.
- 17 ديسمبر – جيرمي سوليفان بلاك وزير الخارجية الأمريكي.
- 20 ديسمبر – إدوين ستانتون نائب عام الولايات المتحدة.

### انتهاء فترة المنصب
- 9 يناير – جون ب. ويلر حاكم كاليفورنيا.
- 9 يناير – سلمون بورتلاند تشيس حاكم ولاية أوهايو  [لغات أخرى]‏.
- 18 مارس – وليام هنري بيسل حاكم إلينوي [الإنجليزية]‏.
- 12 أكتوبر – هيلاند هال حاكم فيرمونت [الإنجليزية]‏.
- 8 ديسمبر – هويل كوب وزير الخزانة الأمريكي.
- 14 ديسمبر – لويس كاس وزير الخارجية الأمريكي.

## مواليد

### يناير
- 17 يناير – تشارلز كي فرينش
- 25 يناير – تشارلز كورتيس سياسي أمريكي.
- 26 يناير – هاري م دورتي سياسي أمريكي.

### فبراير
- 18 فبراير – جون سي ماكنزي سياسي أمريكي.
- 28 فبراير – باسيل سبالدينغ دي جرمينديا

### مارس
- 1 مارس – هيرمان هولليريث
- 2 مارس – سوزانا مادورا سالتر سياسية من الولايات المتحدة الأمريكية.
- 13 مارس – تشارلز ناثانيل هاسكل
- 19 مارس – وليام جيننغز بريان سياسي أمريكي.

### أبريل
- 11 أبريل – جون ويكس سياسي أمريكي.
- 23 أبريل – كارتر هاريسون سياسي أمريكي.
- 25 أبريل – توماس شيلدز كلارك فنان أمريكي.

### مايو
- 9 مايو – وليم كيملر مجرم من الولايات المتحدة الأمريكية.
- 15 مايو – إلين ويلسون سياسية من الولايات المتحدة الأمريكية.

### يوليو
- 5 يوليو – روبرت بيكون دبلوماسي أمريكي.
- 19 يوليو – ليزي بوردن

### أغسطس
- 15 أغسطس – فلورنسا هاردينغ سياسية من الولايات المتحدة الأمريكية.
- 16 أغسطس – لوك كريغ سياسي أمريكي.
- 25 أغسطس – جورج فوسيت

### سبتمبر
- 6 سبتمبر – جين آدمز
- 7 سبتمبر – جدة موسى فنانة أمريكية.
- 13 سبتمبر – جون بيرشنغ سياسي أمريكي.
- 14 سبتمبر – هاملن غارلاند
- 23 سبتمبر – بيتر جاكسون ملاكم أسترالي.

### أكتوبر
- 9 أكتوبر – ليونارد وود سياسي أمريكي.
- 13 أكتوبر – جون جي سارجنت محامي من الولايات المتحدة الأمريكية.
- 31 أكتوبر – جولييت جوردون لوو كاتبة من الولايات المتحدة الأمريكية.

### ديسمبر
- 21 ديسمبر – هنريتا زولد كاتبة من الولايات المتحدة الأمريكية.
- 22 ديسمبر – إدوارد كاسبر ستوكس سياسي أمريكي.
- 23 ديسمبر – وليام بيتس
- 27 ديسمبر – ديفيد هيندريكس بيرغي

## وفيات

### يناير
- 18 يناير – جون نيلسون (مواليد 1791) سياسي أمريكي.
- 27 يناير – اعل مور (مواليد 1798) سياسي أمريكي.

### مارس
- 3 مارس – صموئيل اي .سميث (مواليد 1788) سياسي أمريكي.
- 18 مارس – وليام هنري بيسل (مواليد 1811) سياسي أمريكي.

### أبريل
- 6 أبريل – جيمس كيرك بولدينغ (مواليد 1778) سياسي أمريكي.
- 25 أبريل – جون ستانيفورد روبنسون (مواليد 1804) سياسي أمريكي.

### مايو
- 21 مايو – فينس غيج (مواليد 1823)

### يونيو
- 5 يونيو – صامويل د. إنجهام (مواليد 1779) سياسي أمريكي.
- 10 يونيو – توماس جيسوب (مواليد 1788) عسكري من الولايات المتحدة الأمريكية.

### يوليو
- 1 يوليو – تشارلز جوديير (مواليد 1800)

### أغسطس
- 12 أغسطس – وليام هنري واشنطن (مواليد 1813) سياسي أمريكي.

### سبتمبر
- 12 سبتمبر – وليام واكر (مواليد 1824)